# Río Nidelva
El río Nid o  Nidelva (también conocido como Nidelven) es un corto río del condado de Trøndelag, en Noruega.

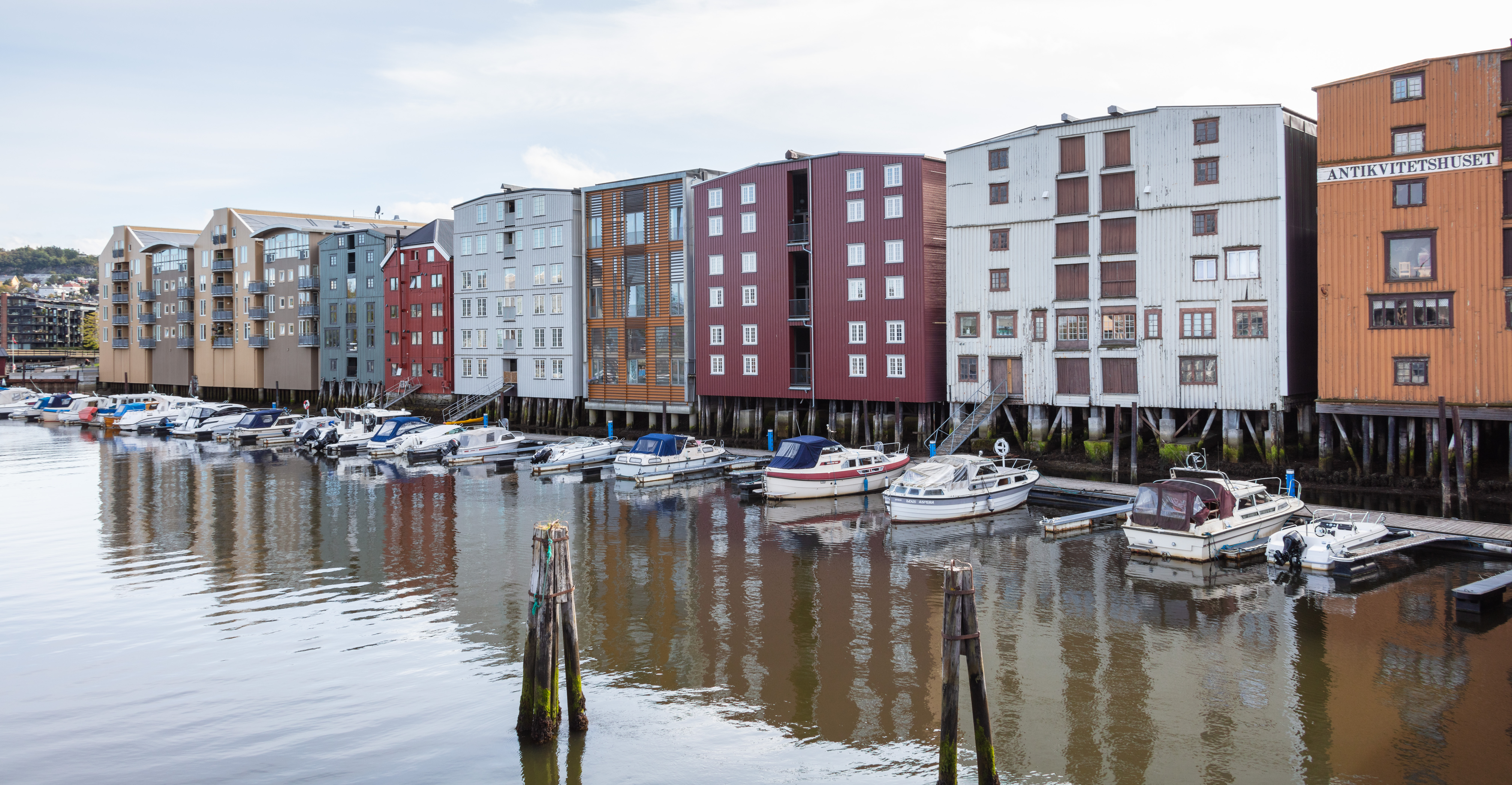
Otra vista del río a su paso por Trondheim.

El Nidelva tiene una longitud de 30 km. El río comienza en el lago Selbusjø (de 58,26 km²) y continúa por Tiller. Finalmente atraviesa la ciudad de Trondheim, formando un meandro que rodea todo el barrio antiguo, y desemboca en el interior del fiordo de Trondheim.
A lo largo del río hay seis estaciones hidroeléctricas.